# У-син

Пентаграмма у-син

У-син (пять элементов; пять стихий; пять действий; пять движений; пять столбцов; пять фаз; пять состояний кит. 五行, пиньинь wŭ xíng) — одна из основных категорий китайской философии; пятичленная структура, определяющая основные параметры мироздания. Это огонь (火), вода (水), дерево (木), металл (金) и земля (土). Помимо философии, широко используется в традиционной китайской медицине, гадательной практике, боевых искусствах, нумерологии, в искусстве фэн-шуй.

## Возникновение
Одно из наиболее ранних упоминаний концепции о первоэлементах — в книге «Речи Царств» («Го Юй»):
На восьмом году правления Чжоусского Ювана (782—771 гг. до н. э.) историограф Бо, отвечая на вопросы чжэнского Хуань-гуна, говорил: «А ведь гармония фактически рождает все вещи (соединяя в себе субстанции с разными свойствами)… Так, древние мудрецы смешивали Землю с Металлом, Деревом, Водой и Огнём, создавая, благодаря этому, все вещи».
Наиболее ранним подробным описанием компонентов концепции у-син в классической литературе является глава «Хун фань» 洪範 (Великий План) из Книги документов. Однако предшествующая ей (согласно традиционной хронологии) глава «Совет Юя Великого» 大禹謨 также содержит их перечисление, но в ином порядке (水、火、金、木、土); по-видимому речь идёт не о философской концепции, а о категориях ресурсов. В других источниках («Цзо чжуань», «Да Дай лицзи», «Хуайнань-цзы») помимо классических пяти называется также зерно 穀.

## Философская концепция
Включает в себя пять классов (дерево, огонь, земля, металл, вода), характеризующих состояние и взаимосвязь всех существующих предметов и явлений. Возникновению у-син предшествует развертывание следующих состояний:
- «Беспредельное» или «Отсутствие предела» (кит. 無極, 无极, wújí, У Цзи);
- Великий предел (тай цзи);
- Инь—ян.

Пяти элементам присущи два основных циклических взаимодействия: взаимопорождение и взаимопреодоление.
Взаимопорождение состоит в следующем: дерево порождает огонь, огонь порождает землю, земля порождает металл, металл порождает воду, вода порождает дерево.
Взаимопреодоление состоит в следующем: дерево побеждает землю, земля побеждает воду, вода побеждает огонь, огонь побеждает металл, металл побеждает дерево.

## Таблица соответствий пяти стихий другим категориям китайской философии
| Пять стихий                              | Дерево                 | Огонь                          | Земля                     | Металл                      | Вода                                |
| Иероглифы                                | 木                     | 火                             | 土                        | 金                          | 水                                  |
| Число по Хун фань                        | 三(3)                  | 二(2)                          | 五(5)                     | 四(4)                       | 一(1)                               |
| Число по Юэ лин                          | 八(8)                  | 七(7)                          | 五(5)                     | 九(9)                       | 六(6)                               |
| Пять цветов 五色                         | Синий, зелёный 青      | Красный 赤                     | Жёлтый 黄                 | Белый 白                    | Чёрный, голубой 黑                  |
| Пять направлений 五方                    | Восток 东              | Юг 南                          | Центр 中                  | Запад 西                    | Север 北                            |
| Сезоны года 五季                         | Весна 春               | Лето 夏                        | Межсезонье 季夏           | Осень 秋                    | Зима 冬                             |
| Время суток 五时                         | Утро 平旦              | Полдень 日中                   | Вечер 日西                | Заход 日入                  | Полночь 夜半                        |
| Праздники 五节                           | Праздник Весны 春节    | День отвращения несчастий 上巳 | Праздник начала лета 端午 | Вечер двух семерок 七夕     | Праздник двух девяток 重阳          |
| Пять звезд 五星                          | Юпитер 木星            | Марс 火星                      | Сатурн 土星               | Венера 金星                 | Меркурий 水星                       |
| Пять звуков 五声                         | Выдох 呼               | Смех 笑                        | Пение 歌                  | Плач 哭                     | Стон 呻                             |
| Пять гамм 五音                           | Цзюэ 角                | Чжи 徵                         | Гун 宫                    | Шан 商                      | Ю 羽                                |
| Органы 五脏                              | Печень 肝              | Сердце 心                      | Селезёнка 脾              | Лёгкие 肺                   | Почка 腎                            |
| Пять внутренностей 五腑                  | Жёлчный пузырь 膽      | Тонкая кишка 小腸              | Желудок 胃                | Толстая кишка 大腸          | Мочевой пузырь 膀胱                 |
| Пять чувств 五志                         | Гнев 怒                | Радость 喜                     | Задумчивость 思           | Горе, тоска 悲              | Страх 恐                            |
| Пальцы 五指                              | Безымянный 无名指      | Средний 中指                   | Указательный 食指         | Большой 大拇指              | Мизинец 小指                        |
| Органы чувств 五官                       | Глаз 目                | Язык 舌                        | Рот 口                    | Нос 鼻                      | Ухо 耳                              |
| Пять объектов органов чувств 五觉        | цвет 色                | Форма 觸                       | Вкус 味                   | Запах 香                    | Звук 聲                             |
| Пять жидкостей 五液                      | Слёзы 泣               | Пот 汗                         | Слюна 涎                  | Носовая слизь 涕            | Моча 唾                             |
| Пять вкусов 五味                         | Кислый 酸              | Горький 苦                     | Сладкий 甘                | Острый 辛                   | Солёный 鹹                          |
| Пять запахов 五臭                        | Прогорклый, затхлый 膻 | Паленый, горелый 焦            | Ароматный, сладкий 香     | Металла 腥                  | Гнилой 朽                           |
| Пять ци 五氣                             | Мускулы 筋             | Кровь 血                       | Плоть 肉                  | Ци 气                       | Кость 骨                            |
| Пять красот 五榮                         | Ногти 爪               | Лицо 面                        | Губы 唇                   | Волосы на теле 毛           | Шевелюра 髮                         |
| Пять животных 五兽                       | Лазурный Дракон 青龙   | Алый Феникс 朱雀               | Желтый Единорог 黄麟      | Белый Тигр 白虎             | Чёрная Черепаха (Черепахозмея) 玄武 |
| Пять домашних животных 五畜              | Собака 犬              | Овца 羊                        | Корова 牛                 | Курица 鸡                   | Свинья 猪                           |
| Пять родов живых существ 五虫            | Чешуйчатые 鳞          | Пернатые 羽                    | Гладкокожие 倮            | Покрытые мехом (шерстью) 毛 | Панцирные 介                        |
| Пять злаков 五穀                         | Пшеница, ячмень 麥     | Просо (клейкое) 黍             | Гаолян 禾                 | Рис 米                      | Бобы 豆                             |
| Пять фруктов 五果                        | Слива 李               | Абрикос 杏                     | Ююба 枣                   | Персик 桃                   | Каштан (китайский) 栗               |
| Пять овощей 五菜                         | Душистый лук 韭        | Лук китайский 薤               | Подсолнух 葵              | Лук-батун 葱                | Гороховая ботва 藿                  |
| Пять норм 五常                           | Гуманность 仁          | Ритуал (ли) 礼                 | Доверие 信                | Справедливость 义           | Мудрость 智                         |
| Пять источников власти 五政              | Великодушие 宽         | Зоркость 明                    | Скромность 恭             | Сила 力                     | Покой 静                            |
| Пять погодных влияний 五恶               | Ветер 风               | Жара 热                        | Влажность 湿              | Сухость 燥                  | Холод 寒                            |
| Пять перемен 五化                        | Разведение 生          | Рост 长                        | Изменение 化              | Сбор урожая 收              | Хранение в амбаре 藏                |
| Жертвоприношение домашним духам 五祀     | Двора 户               | Очага 灶                       | Водостока 霤              | Ворот 门                    | Колодца 井                          |
| Небесные стволы (циклические знаки) 天干 | 甲•乙 (1, 2)           | 丙•丁 (3, 4)                   | 戊•己 (5, 6)              | 庚•辛 (7, 8)                | 壬•癸 (9, 10)                       |
| Земные ветви (циклические знаки) 地支    | 寅•卯                  | 巳•午                          | 辰•未•戌•丑               | 申•酉                       | 亥•子                               |

## Критика
Концепция у-син воспринималась китайскими философами с разной степенью скептицизма: Сюнь-цзы (58—115) и Мо-цзы (41—2) утверждают, что следования фаз не регулярны (五行无常胜); Хань Фэй упоминает у-син в контексте перечисления гадательных практик, которые он высмеивает (19—307).
Критически отзываясь о концепции у-син, Сюнь-цзы указывает её двух главных сторонников: Цзысы и Мэн-цзы (非十二子: 子思唱之，孟軻和之). Однако, согласно известным источникам, эти мыслители интересовались не натурофилософским аспектом у-син, а его морально-этическим применением (см. у-чан 五常 в таблице выше).
Цзя И (201—169 до н.э, дин. Хань) описывает альтернативную систему корреляции, построенную вокруг числа шесть и конфуцианского канона в сочетании с легалистскими и даоистскими терминами: шесть действий, шесть учений, шесть норм, шесть классических книг.